# Shi Tao (journaliste)
Shi Tao, (Sinogrammes traditionnels : 師濤, Sinogrammes simplifiés : 师涛, pinyin : Shī Tāo) (25 juillet 1968-) est un journaliste chinois, rédacteur en chef du Contemporary business news, dans la province du Hunan. 

## Révélations
Il est arrêté en novembre 2004, puis condamné  à 10 ans de prison en avril 2005 pour avoir rendu public un « secret d'État ». Il avait publié sur Internet une circulaire interne envoyée à son journal par le gouvernement chinois enjoignant aux journaux du continent de ne pas célébrer le quinzième anniversaire des Manifestations de la place Tiananmen, évoquant des risques de « déstabilisation sociale ».
Shi Tao est détenu dans un laogai, une prison du Hunan où les prisonniers politiques  subissent des violences quotidiennes. Il est soumis au travail forcé, la confection de bijoux sous la surveillance de prisonnier de droits communs, et souffre de nombreux problèmes de santé

## Yahoo! au centre de la controverse
Selon un rapport de Reporters sans frontières, délivré le 7 septembre 2005, Shi Tao a été localisé par les forces gouvernementales grâce à des informations fournies par Yahoo!, la multinationale de l'Internet américaine. Jerry Yang, l'un des cofondateurs de Yahoo!, a confirmé le fait que la firme ait transmis les coordonnées de l'utilisateur à la police, mais ne sachant « pas pourquoi elle voulait ces informations ». L'entreprise n'aurait ainsi fait que se conformer aux lois locales.
En août 2007, le congrès des États-Unis commença une enquête sur le rôle de Yahoo dans cette affaire et Jerry Yang y fut interrogé. Le 28 août, l'Organisation mondiale pour les droits de l'homme fait un procès à Yahoo! à San Francisco pour avoir donné des informations concernant les adresses électroniques et IP de Shi Tao, Wang Xiaoning et d'autres dissidents au gouvernement chinois ce qui causa leur arrestation.
Le 6 novembre 2007 le comité du congrès critique Yahoo! pour ne pas donner tous les détails au comité des affaires étrangères, l'année précédentes, statuant que Yahoo! avait été « au mieux inexcusablement négligent » et au pire « trompeur »
Le 13 novembre 2007, Yahoo! fait une transaction juridique avec Shi Tao qui restait en prison, pour un montant non dévoilé.
La libération du journaliste a eu lieu en septembre 2013, avec une petite réduction de peine. Aujourd'hui il vit une vie loin des projecteurs avec sa mère, dépit des nombreuses prix internationaux pour la liberté d'information.

## Situation en Chine
Dans son édition du 16 septembre 2005, le quotidien français Le Monde rappelle que plus de 60 cyber-dissidents sont actuellement détenus en Chine.